# Fénols
Fénols (okzitanisch Fenòls) ist eine französische Gemeinde mit 247 Einwohnern (Stand: 1. Januar 2022) im Département Tarn in der Region Okzitanien. Fénols gehört zum Arrondissement Albi und zum Kanton Les Deux Rives. Die Bewohner werden Fénolais und Fénolaises genannt.

## Geographie
Fénols liegt in der Région naturelle Gaillacois, etwa 57 Kilometer nordöstlich von Toulouse und etwa zwölf Kilometer südwestlich von Albi. Das Gebiet der Gemeinde wird vom Bach Brignou, dem Bach Pont Neuf und verschiedenen anderen kleinen Wasserläufen entwässert.
Umgeben wird Fénols von den Nachbargemeinden Aussac im Norden und Nordwesten, Rouffiac im Nordosten, Poulan-Pouzols im Osten, Orban im Osten und Süden, Lasgraisses im Süden sowie Cadalen im Westen.

## Bevölkerungsentwicklung
| 1962                       | 1968 | 1975 | 1982 | 1990 | 1999 | 2006 | 2013 | 2020 |
| -------------------------- | ---- | ---- | ---- | ---- | ---- | ---- | ---- | ---- |
| 187                        | 180  | 151  | 148  | 172  | 210  | 235  | 221  | 253  |
| Quellen: Cassini und INSEE |      |      |      |      |      |      |      |      |

## Sehenswürdigkeiten
- Kirche Saint-Jean
- Mühle

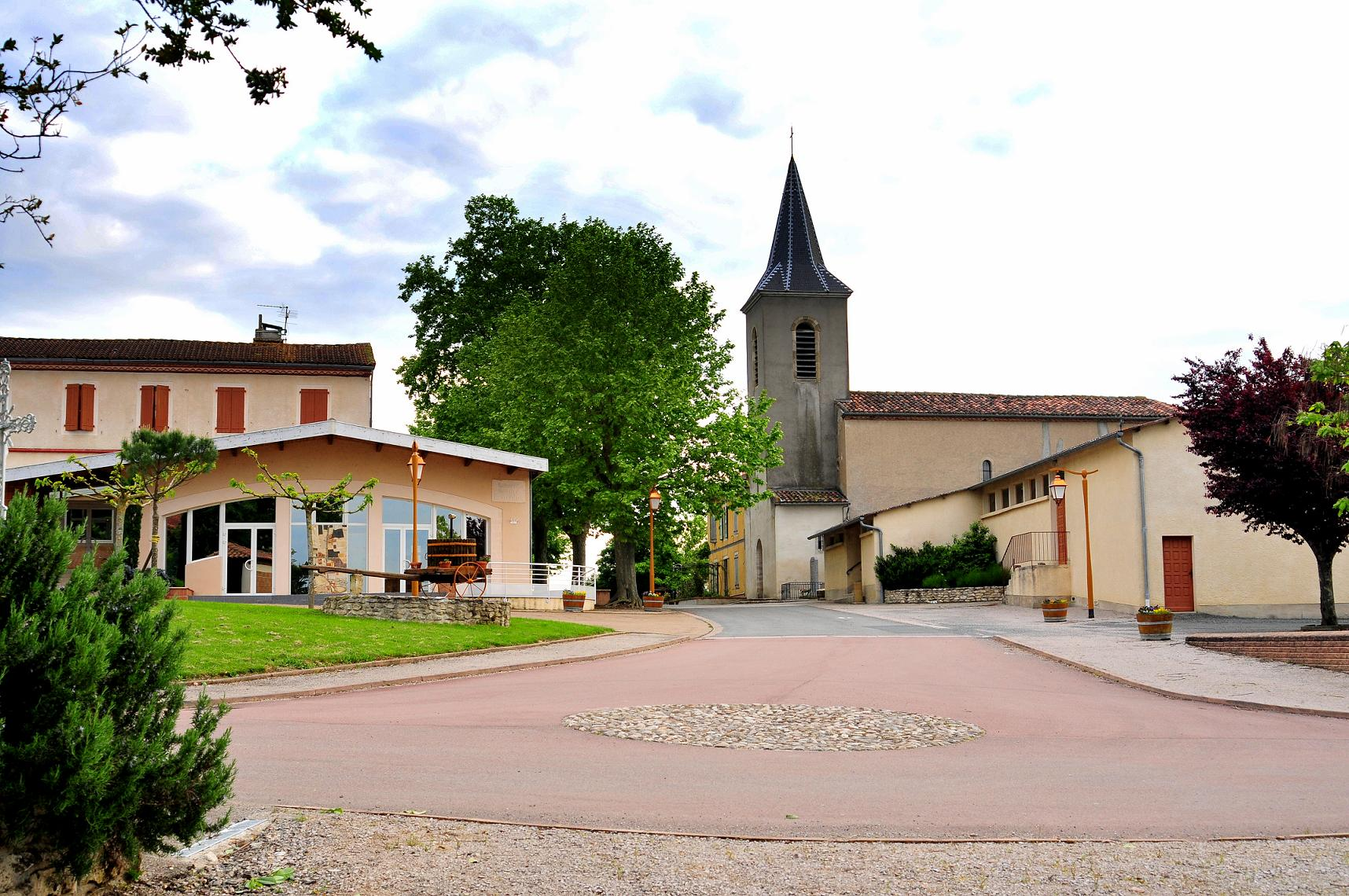
Dorfmitte mit Kirche Saint-Jean
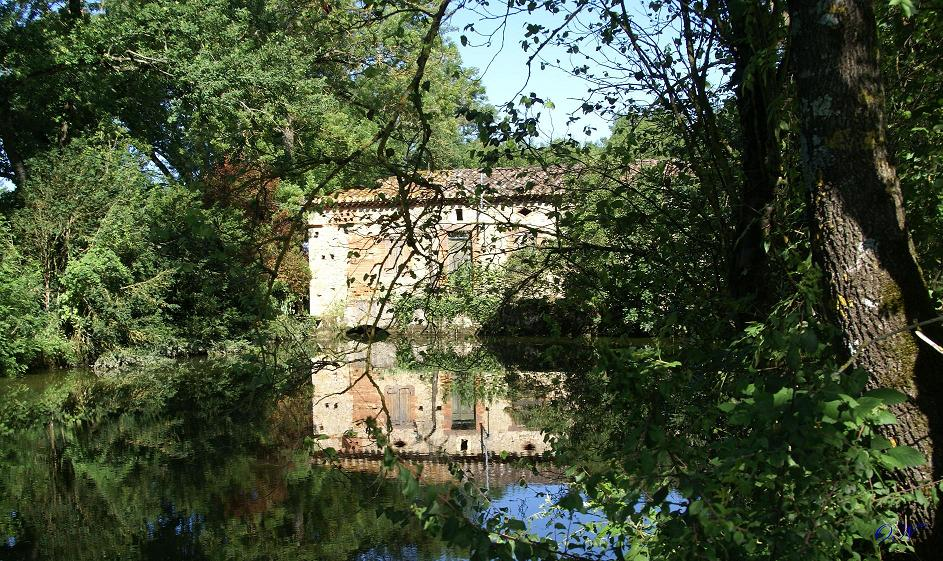
Mühle